# Eyczinger

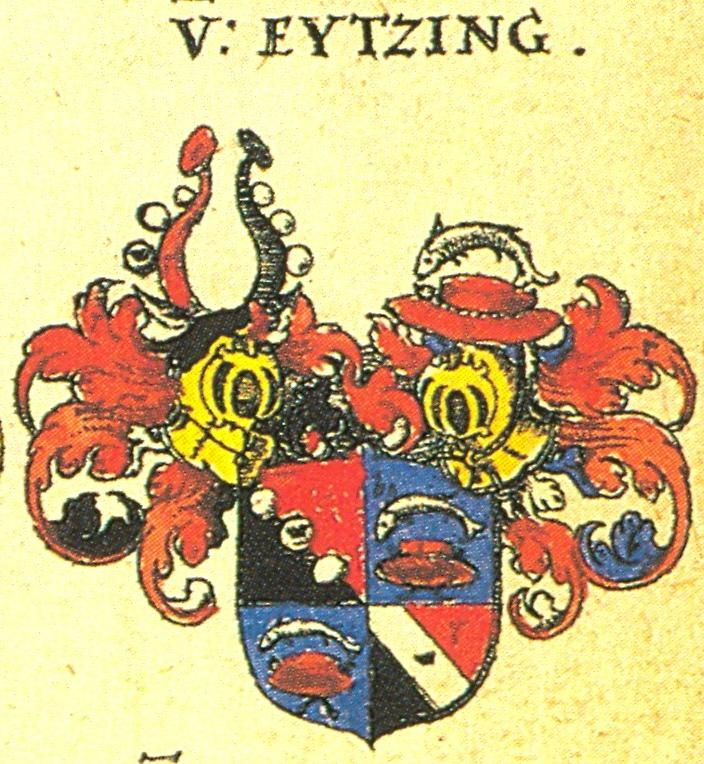
Wappen der Eyczinger nach Siebmacher

Stammvater der Eyczinger ist ein bayerischer Edelmann namens Izo, dessen Name im Laufe der Zeit einige Wandlungen durchlief (Izo, Itzing, Eytzing, Eyczing, Eizing). Er gründete um 600 nach Christus den heutigen Ort Eitzing in der Gemeinde Fridolfing in Oberbayern. Ein weiterer Sitz der Familie war Eitting in Oberbayern. Die Ähnlichkeit der Wappen beweist die Verwandtschaft.

## Bayerisch-oberösterreichischer Zweig
Nachfahren Izos errichteten in der Gemeinde Eitzing (heute Oberösterreich) im 12. Jahrhundert eine Burg, von der es allerdings kaum noch Überreste gibt. Begütert waren diese Eyczinger beiderseits des Inns, ihre Begräbnisstätte war das Stift Reichersberg am Inn. Erstmals werden Angehörige der Familie, die Gebrüder Odelricus und Hiltradus de Icingen, als Zeugen bei einer Schenkung in den „Traditionsbüchern“ des Stiftes Reichersberg am Inn erwähnt. Wenige Jahre später ist die Schenkung eines Chalohc de izing nachgewiesen. Um 1160 taucht Perhart Izingen in einer Zeugenliste auf.
Im 13. Jahrhundert verliert sich die Spur der Familie im heutigen Oberösterreich. Erst im 14. Jahrhundert finden sich wieder Hinweise auf ihr Wirken für dieses Gebiet. Am 3. Februar 1324 teilen die Brüder Chunrad, Heinrich und Pylgreim die Güter, die sie bisher zusammen besessen hatten. In den Folgejahren ist in Urkunden der Familie der Schaunberger mehrmals ein miles Georg Eitzinger (Sohn eines Philipps) an vorderer Stelle angeführt. Von ihm existiert auch ein Jahrestag (1381), der im Stift Reichersberg bis heute begangen wird. 1387 fungiert ein anderer Georg (Görig) Eitzinger (Sohn eines Stephans) als Zeuge in einem Gerichtsverfahren der Rieder Schranne, der 1397 ein Urbar anfertigen ließ. (Dieser Georg Eitzinger dürfte der Vater von Ulrich von Eyczing sein.) 1391 sind Görig (Georg) und Hans Eytzinger als Beisitzer der Rieder Schranne nachgewiesen. 1392 findet sich ein Chuenrat (Konrad) Eyczinger als purkchuter zu Obernperg, etwas später außerdem ein Peter Eyzinger als Burghüter auf Schloss Wernstein. Der letzte Eyczinger, der im heutigen Oberösterreich nachgewiesen ist, war Thomas Eitzinger (gest. 1476 auf der Burg Obereitzing). Nach seinem Tod verkaufte seine Schwester im Jahr 1476 Herrschaft und Burg Eitzing an die Familie der Geltinger.

## Niederösterreichischer Zweig
Vermutlich schon im 14. Jahrhundert waren Eyczinger nach Niederösterreich gezogen und begründeten hier den prominenteren Zweig der Familie. Nachweislich um 1425 erhielten Ulrich und Martin von Eytzing von Herzog Albrecht V. für treu geleistete Dienste die Burg Kaja.

### Ulrich von Eyczing (gest. 1460)
Bruder von Oswald von Eyczing, Stephan von Eyczing und Elisabeth von Eitzing.
-> Eigener Artikel

### Stephan Freiherr von Eyczing
Bruder von Ulrich von Eyczing, Oswald von Eyczing und Elisabeth von Eitzing.
Von den drei Brüdern war er der Jüngste. Anstelle des älteren Bruders Oswald (Pfleger von Drosendorf) verwaltete er den Besitz. So wie Ulrich von Eyczing bemühte auch er sich, den Besitz der Familie zu vermehren. Der Kaiser hatte bei der Familie Schulden und mit dem Schottenkloster in Wien schloss er einen Tausch von Ländereien ab.
Nach langen Verhandlungen mit dem schwer verschuldeten Kaiser Friedrich III. in Eggenburg kam es am 13. September 1472 zu einer Einigung. Abgesehen von der finanziellen Einigung erhielt er für Schrattenthal zahlreiche Rechte. Am 17. September folgen für einige weitere Dörfer wesentliche Rechte und am 18. September wurde Schrattenthal zur Stadt erhoben.
Nach dem Tod seines Bruders Oswald erbte er dessen Besitzungen. 1479 teilt er (Vater von 16 Kindern) seinen Besitz zwischen den beiden ältesten (Martin und Georg) und den beiden jüngsten Söhnen auf.
Bei der Beerdigung von Friedrich III. trägt er den Wappenschild des Kaisers. Er selbst stirbt im Jahre 1504.

### Martin Freiherr von Eyczing
Sohn von Stephan von Eyczing und Neffe von Ulrich von Eyczing (gest. 1460), Bruder der Freiherren Georg III. von Eyczing und Michael I. von Eyczing (1868–1522).
Einer Legende nach sollen er und sein Bruder Georg III., denen Schrattenthal gemeinsam gehörte, einen Streit um ein Mädchen gehabt haben, worauf einer der beiden Brüder für sich ein eigenes Stadttor errichten ließ, nur um dem Anderen nicht begegnen zu müssen.
Martin Freiherr von Eyczing starb kinderlos, sein 20 Jahre jüngerer Bruder Michael Freiherr von Eyczing übernahm die Herrschaft.

### Georg III. Freiherr von Eyczing
Sohn von Stephan von Eyczing und Neffe von Ulrich von Eyczing (gest. 1460), Bruder der Freiherren Martin von Eyczing und Michael I. von Eyczing (1868–1522).
Schrattenthal blieb von den Kämpfen mit Matthias Corvinus verschont, doch nach Kriegsende blieben viele Deserteure und Söldner in der Gegend, die die Gegend mit ihren Gewalttaten unsicher machten. Georg Freiherr von Eyczing, Führer im Heer des Herzogs, nahm sie gefangen und ließ sie äußerst drastisch bestrafen.

Er übernahm 1476 nach dem Tod seines Onkels Oswald die Herrschaft Drosendorf. Sein Epitaph aus rotem Marmor befindet sich in der Stadtkirche St. Martin in Drosendorf. Die außen auf dem Rand umlaufende und im oberen Teil des Zentralfeldes mit fünfeinhalb weiteren Zeilen fortgesetzte Inschrift in gotischen Minuskeln lautet: 

„Her Inne(n) li(e)genn begraben der / wo(h)lgeboren(e) herr herr Georig von eyczing vnd fraw ewfe/mia gebor(e)nn(e) von Topel sein / gemahl vnd her(r) Georig ist gestorbe(n) an San(c)d Georg(e)n tag / An(n)o d(omi)ni Mo ccccco primo / vnd fraw Ewfemia sei(n) / gemahl ist gestorben an / san(c)d Georg(e)n tag Anno / d(omi)ni 1499 de(n) be(i)den got(t) / genad“

 Darunter befindet sich in dem vertieften, in einem flachen Kielbogen endenden Feld das Ehewappen. Am Kielbogen sitzen Krabben, und er endet in der Mitte in einer Kreuzblume. Als Füllung des vertieften Feldes werden Blattwerk und Krabben verwendet. Heraldisch rechts befindet sich das Wappen des Ehemannes, Georg von Eytzing. Georgs Frau war Euphemia von Toppel; ihr Wappen mit den zwei erniedrigten Spitzen im Schild ist auf der heraldisch linken Seite dargestellt.

### Michael I. Freiherr von Eyczing (1468–1522)
-> Eigener Artikel

### Ulrich IV. Freiherr von Eyczing (gest. 1561)
Sohn von Michael I. Freiherr von Eyczing.
Ihm und seinem Bruder Christoph verdanken die nachfolgenden Eyczinger die Rückgabe der eingezogenen Güter. Allerdings kostete der fünf Jahre dauernde Streit viel Geld, so dass Güter verkauft werden mussten. Dass Ferdinand I. sein Verhalten im Jahr 1522 wieder gutmachen wollte und die Eyczinger in hohe Ämter berief, änderte an der wirtschaftlichen Lage allerdings nichts.
Gemeinsam mit seiner Familie trat er zum Protestantismus über.

### Christoph I. Freiherr von Eyczing (1501–1563)
Sohn von Michael I. Freiherr von Eyczing.
-> Eigener Artikel

### Erasmus I. Freiherr von Eyczing
Bei der Güterteilung 1539 erhielt er sein Erbe gemeinsam mit dem Bruder Christoph Freiherr von Eyczing. 1542 starben kurz nacheinander Ehefrau und Tochter. 1544 wurde er Hubmeister von Niederösterreich. Er starb im Jahr 1546 im Alter von 40 Jahren auf der Feste Kaja und wollte in Schrattenthal beigesetzt werden.

### Michael (II.) Freiherr von Aitzing (gest. 1598)
Sohn von Christoph I. Freiherr von Eyczing (1501–1563)
-> Eigener Artikel

### Georg Freiherr von Eyczing
Dritter Sohn von Christoph I. Freiherr von Eyczing (1501–1563). Er stand 20 Jahre im Dienst des Kaisers und war Erbkommissar, Mundschenk und Oberster Erbtürhalter.

### Stephan Freiherr von Eyczing
Vierter Sohn von Christoph I. Freiherr von Eyczing (1501–1563). Sein Taufpate war Kaiser Ferdinand I. Er war Inhaber der Burg Landstein in Böhmen. Gestorben ist er 1604.

### Ulrich V. Freiherr von Eyczing
Sohn von Christoph I. Freiherr von Eyczing (1501–1563). Nach seinem Studium in Padua kehrte er 1569 nach Schrattenthal zurück. Er vertrat seinen Bruder in der Verwaltung und starb 1584.

### Albrecht III. Freiherr von Eyczing
Neunter Sohn von Christoph I. Freiherr von Eyczing (1501–1563). Gemeinsam mit seinem Bruder Wolfgang besaß er Schrattenthal, Obermarkersdorf und Pillersdorf. Von Bruder Georg erhielt er Deinzendorf, Waitzendorf und Untertanen in Rohrendorf und Mitterretzbach. Die Herrschaft Deinzendorf verkaufte er 1594 an Freiherrn Jakob von Herberstein und übersiedelte nach Schrattenthal.

### Paul I. Freiherr von Eyczing
Er war der jüngste Sohn von Christoph I. Freiherr von Eyczing (1501–1563). Seine Jugend verbrachte er in Spanien. Nach seinem Eintritt in den Dienst des Kaisers wurde zwischen 1583 und 1585 Botschafter in der Türkei. Nach seiner Rückkehr wurde er Mitglied des Niederösterreichischen Herrenstandes.

### Wolfgang Freiherr von Eyczing
Sechster Sohn von Christoph I. Freiherr von Eyczing (1501–1563). Er bemühte sich, die wirtschaftliche Lage seiner Familie zu ordnen und den Schuldenberg in den Griff zu bekommen.
Im Auftrag des Kaisers reiste er mit Geschenken nach Istanbul in die Türkei. 1580 heiratete er in Schrattenthal. Zu dieser Hochzeit war auch Kaiser Matthias eingeladen. Auch nach seinem Abschied aus kaiserlichen Diensten mit hohen Ämtern wurde er mit wichtigen Tätigkeiten beauftragt. Trotzdem unterschrieb er als Führer der Protestanten den Absagebrief an den Kaiser als Erster.
Eine Tochter hatte er aus erster Ehe, der zweiten Ehe entstammen die Söhne Philipp Christoph und der früh verstorbene Seifried Wilhelm sowie zehn Mädchen.
-> Information auch im Artikel zu seinem Vater

### Oswald Philip Freiherr von Eyczing
Der jüngste Sohn von Michael Freiherr von Eyczing erhielt seinen Anteil am Erbe gemeinsam mit Ulrich IV. Freiherr von Eyczing und blieb bis 1543 in Schrattenthal. Obwohl er Protestant war, schätzte ihn der Kaiser. Trotzdem verbot dieser später die anfangs gebilligten protestantischen Zusammenkünfte im Wiener Haus der Eyczinger.

### Erasmus Freiherr von Eytzing
Sohn von Oswald Philipp. In kaiserlichen Diensten stehend begleitete er seinen Cousin Paul I. Freiherr von Eytzing in die Türkei. Während der Bauernkriege befehligte er 1596 die kaiserlichen Truppen. 1603 war er Hauptmann in Ungarn. Er war protestantischer Teilnehmer bei den Verhandlungen der Stände mit dem Kaiser. 1617 starb er kinderlos.

### Philipp Christoph Freiherr von Eyczing
Von den ausgedehnten Besitzungen der Eyczinger war nur noch die Stadt Schrattenthal und einige Dörfer in der Umgebung übrig. Nach seinem Tod 1620 wurde Christoph Freiherr von Breuner, Sohn der Tochter von Wolfgang Freiherr von Eyczing aus zweiter Ehe, Haupterbe.
Er übernahm das Wappen der Eyczinger, die mit dem Tod von Philipp Christoph Freiherr von Eyczing ausgestorben waren.

## Grablegen
Eine Grablege der Herren von Eytzing befand sich im Stift Reichersberg, aber auch an der Pfarrkirche Eitzing findet sich eine marmorne Grabplatte der Familie. Zwei rotmarmorne Grabplatten hoher Qualität befinden sich in der Martinskirche in Drosendorf, eine für Oswald von Eytzing (gest. 1476) und eine für Georg von Eytzing (gest. 1501), jeweils seitlich im Chor sekundär aufgestellt.

## Wappen
In seiner ersten Form war das Wappen der Herren von Eitzing ein geteilter, oben roter und unten weißer Schild, wobei drei Kugeln (Turnierkolbenknöpfe) den Schild teilten. Von diesem Wappen der Herren von Eitzing ist das heutige Gemeindewappen von Eitzing abgeleitet.
Das spätere freiherrliche Schild ist viergeteilt: Das erste wiederholt das ursprüngliche Wappen, ein zweites und drittes Feld enthalten einen herabgelassenen Hut mit roten Quasten und oberhalb einen weißlichen Fisch, das vierte Feld ist wieder schräg gespalten und zeigt in der Mitte ein weißes Band. Oben auf dem Schild erscheinen zwei gekrönte offene Helme, auf dem ersten stehen zwei Büffelhörner (rot und schwarz), auf dem linken Helm liegt der rote Hut und der bereits genannte Fisch.

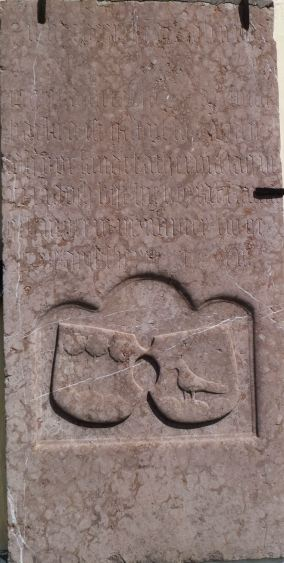
Grabplatte der Eyczinger an der Kirche von Eitzing
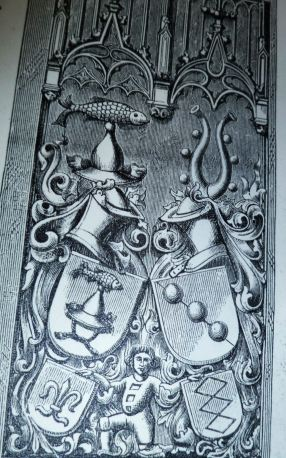
Wappen der Eyczinger
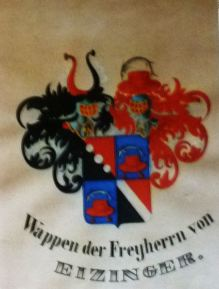
Wappen der Eitzinger in Farbe
Wappen der Gemeinde Eitzing

Die Familie der Eitzinger ist weitverzweigt und sie ist noch heute nachweisbar, aber die oberösterreichische Linie der Herren von Eitzing existiert nicht mehr.